# Pierlas
Pierlas település Franciaországban, Alpes-Maritimes megyében. Lakosainak száma 99 fő (2022. január 1.). Pierlas Beuil, Ilonse, Lieuche, Rigaud és Roubion községekkel határos.

## Népesség
A település népességének változása:
| Lakosok száma | 62   | 73   | 115  | 110  | 89   | 97   | 103  | 105  | 103  | 99   |
|               | 1968 | 1982 | 1990 | 2006 | 2013 | 2015 | 2017 | 2019 | 2020 | 2022 |